# レゾリューション島 (カナダ)
レゾリューション島（レゾリューションとう、英語: Resolution Island）は、カナダの北極諸島にある無人島の一つ。ヌナブト準州クィキクタアルク地域に属す。バフィン島沖のハドソン海峡内に位置し、面積1,015 km2。バフィン島との間にはロウアーサヴェッジ諸島があり、北にはグラーブ海峡を隔ててエッジェル島がある。
1576年7月28日にマーティン・フロビッシャーが島に上陸しており、1612年にトマス・バトンにより彼の船にちなみレゾリューションと命名された。